# Noviembre. Fragmentos de un estilo cualquiera
Noviembre. Fragmentos de un estilo cualquiera (Novembre) es un relato del escritor francés Gustave Flaubert. Con esta obra, terminada el 25 de noviembre de 1842, Flaubert clausuró su etapa literaria de juventud. El autor nunca dio autorización para publicarla, y no vio la luz hasta 1910. 

## Argumento
Éstas son las memorias de un hombre joven que cuenta sus experiencias amorosas con una prostituta llamada Marie, recreando el tópico de la meretriz que se entrega una vez por amor. Mediante la técnica del "manuscrito encontrado" conoceremos la historia de este hombre en su juventud, para después pasar a la voz del autor que nos narrará cómo fueron sus últimos y desencantados días. 
Impregnada de la melancolía, nostalgia e ironía decadente del llamado mal du siècle, la prosa de Flaubert va trazando no una novela de aventuras o intrigas amorosas, sino una fina telaraña de reflexiones y obsesiones que refleja el mundo interior de un hombre que acaba de despertar a una vida adulta que no encuentra apasionante en absoluto, sino más bien desoladora, inhóspita y fría. 
Esta novela apunta ya el germen del genio de Flaubert y constituye un ejemplo del avanzado pensamiento de éste respecto a las relaciones amorosas o sexuales. En efecto, la prostituta Marie es dotada de voz y personalidad al hablar de sus deseos, no es solamente una receptora de los de su pareja masculina.